# Nabe (ö)
Nabe är en ö i Estland. Den ligger i den västra delen av landet, 30 km väster om huvudstaden Tallinn.